# SN 1998ef
SN 1998ef – supernowa typu Ia odkryta 28 października 1998 roku w galaktyce UGC 646. Jej maksymalna jasność wynosiła 15,21m.